# Mars Bonfire
Mars Bonfire (* 21. April 1943 in Oshawa, Kanada) ist ein kanadischer Rockmusiker und Songwriter. Er schrieb den Song Born to Be Wild, der ihn, durch die Aufnahme der Band Steppenwolf im Jahre 1968, weltweit bekannt machte.

## Leben
Er wurde als Dennis Eugene McCrohan geboren, änderte aber Anfang der 1960er Jahre seinen Nachnamen und nannte sich nun Dennis Edmonton. Mars Bonfire wurde sein Künstlername. Er spielte mit seinem Bruder Jerry in der Band The Sparrows, aus der Steppenwolf hervorging. Jerry blieb bei Steppenwolf als Schlagzeuger. Bonfire widmete sich jedoch seiner Solokarriere.

## Diskographie

### Solo-Alben
- 1968: Mars Bonfire (UNI-Records, US & CAN)
- 1969: Faster Than The Speed Of Life (Columbia, Neuauflage von Mars Bonfire mit anderem Cover)

### Soundtrack
- 1970: Diary of a Mad Housewife (USA, Regie: Frank Perry)